# Johann Joachim Becher
Johann Joachim Becher (6. května 1635 Špýr – říjen 1682 Londýn) byl německý učenec, lékař, alchymista a chemik, ale také ekonom, který je známý zejména díky flogistonové teorii spalování a také jako jeden ze zakladatelů ekonomického směru označovaného jako kameralismus.

## Život
Becher se narodil v době třicetileté války. Jeho otec Joachim Becher († 1643) byl ve Špýru protestantským pastorem, matkou byla Anna Margaretha Gaussová. V mládí musel Becher po smrti otce podporovat matku a bratry, ale přesto už od roku 1650 cestoval po Evropě, navštívil Stockholm, Amsterdam a snad i Itálii. Už v roce 1654, ve věku devatenácti let, zahájil svou pozoruhodnou kariéru anonymním vydáním knihy Discurs von der Großmächtigen Philosophischen Universal-Artzney / von den Philosophis genannt Lapis Philosophorum Trismegistus (Diskurz o všemohoucí filozofické a univerzální medicíně od filozofa jménem Lapis Philosophorum Trismegistus).
V roce 1657 se Becher usadil v Mohuči, kde se stal ve věku pouhých 25 let – a jako samouk – v roce 1660 osobním lékařem kurfiřta a arcibiskupa Jana Filipa ze Schönbornu (1605–1673). Ve stejném roce byl zapsán na lékařskou fakultu univerzity v Mohuči a následující rok byl přijat k doktorské zkoušce. Konvertoval k římskokatolické církvi a v roce 1662 se oženil s Marií Veronikou, dcerou vlivného mohučského právníka a lékaře Ludwiga von Hörnigka (1600–1667); i díky němu byl na lékařské fakultě v roce 1663 jmenován profesorem. Zároveň radil Janu Schönbornovi i v ekonomických otázkách, navrhl pro něj policejní předpisy a vypracoval plány plavebních komor, které měly umožnit stavbu kanálu Rýn-Dunaj.
V roce 1664 byl krátce ve službách kurfiřta Karla I. Ludvíka Falckého v Mannheimu. V letech 1664 až 1670 byl lékařem na dvoře bavorského kurfiřta Ferdinanda Marii a od roku 1668 působil také jako bavorský zástupce na císařském dvoře ve Vídni. V té době vzniklo jeho hlavní ekonomické dílo Politischer Discurs.
V roce 1669 ho hrabě Friedrich Kazimír z Hanau (1623–1685) pověřil založením kolonie v Jižní Americe, v oblasti dnešní Guyany. Tento projekt ovšem přesahoval finanční možnosti hanavské župy a skončil značnými dluhy.

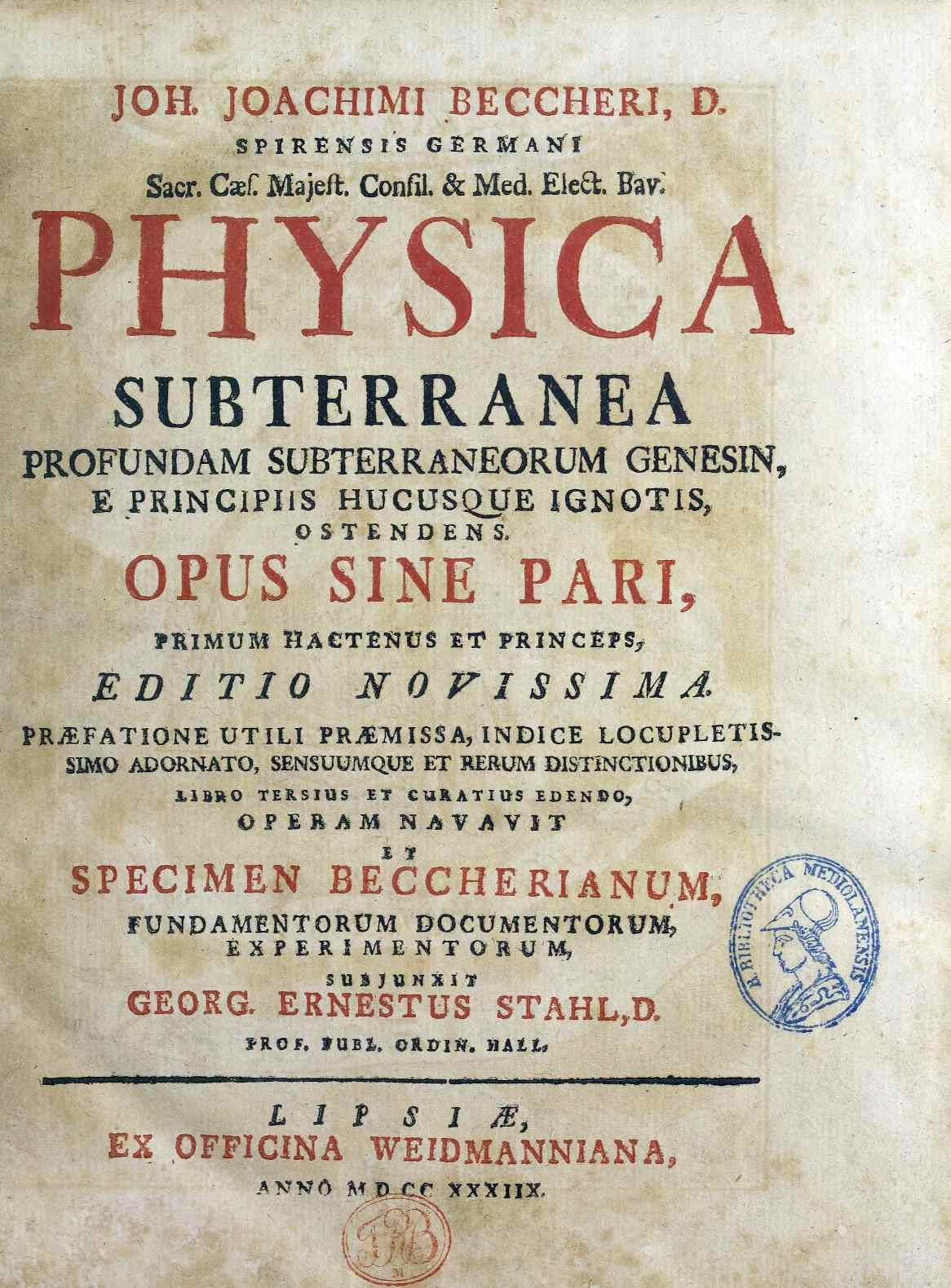
Physica subterranea, vydání z roku 1738

Johann Becher v roce 1670 přešel do služeb císaře Leopolda I. Měl silný vliv na jeho hospodářskou, obchodní a zaměstnaneckou politiku, císař jej jmenoval dvorním rádcem a členem obchodní rady. Becher navrhl založení rakousko-indické obchodní společnosti. Od roku 1676 pracoval ve Würzburgu, v letech 1677–1679 v Haarlemu a poté v Anglii jednal s těžebními společnostmi, protože chtěl v Holandsku těžit zlato z mořského písku. Na žádost Ruprechta Falckého, vévody z Cumberlandu, navštívil doly ve Skotsku a později odcestoval do Cornwallu, kde rok žil.
V roce 1681 mu byl v Anglii udělen patent na výrobu uhelného dehtu používaného k ochraně lodí. Zemřel v Londýně v říjnu 1682 a byl tam také pohřben v kostele sv. Martina v polích (St. Martin in the Fields).

## Dílo
Johann Joachim Becher byl polyhistor a zabýval se mnoha obory; díky některým aktivitám je někdy označován i jako dobrodruh. Známé jsou zejména jeho práce v oblasti alchymie (či chemie) a v oblasti ekonomie. Navrhl ale také univerzální jazyk, který obsahoval prvky podobné principům strojového překladu, nebo zavedení pěstování brambor v Německu.

### Alchymie a chemie
V této oblasti byly Becherovy práce na pomezí alchymie a chemie. Sice publikoval naprosto racionální a pravdivé úvahy o mineralogii (Physica Subterranea), ale současně si byl jistý, že by se díky správným materiálům dokázal zneviditelnit. Podle Bechera byly základními principy vzduch, voda a země. Zemi tvořily tři "zeminy": "terra fluida", dávající látkám prchavost, "terra pinguis", která dodává látkám hořlavost, a "terra lapidea", která dává látkám tavitelnost. V roce 1667 zformuloval poprvé tzv. flogistonovou teorii, týkající se hoření látek, kterou později rozvinul a zpopularizoval Georg Stahl. Ta předpokládala, že všechny spalitelné materiály obsahují zvláštní element (flogiston), který se během spalování uvolňuje.
Jeho teze přispěly k rozvoji technologie výroby barokního skla.
Během svého působení ve Vídni navrhl Becher způsob výroby zlata. Přidáním stříbra a dalších přísad do naplaveného písku z vídeňské pánve se mu podařilo získat z tohoto písku zlato; později se ovšem prokázaly, že zlato již bylo jemně rozptýleno v písku a nevzniklo žádným alchymistickým procesem.

### Ekonomie
Díky některým projektům v oblasti ekonomie bývá Becher považován za jednoho ze zakladatelů rakouského kameralismu, který oproti merkantilismu kladl důraz nejen na kladnou obchodní bilanci a na významnou roli státu, ale zdůrazňoval také úlohu populačního růstu.
Již v roce 1666 inicioval Becher vytvoření obchodní komise (Kommerzkollegium) ve Vídni. Se svým švagrem Philippem von Hörnigkem (1640–1714) od roku 1673 pracoval ve Vídni na obchodní statistice rakouských a českých zemí.
Pozoruhodný byl jeho projekt "Werkhaus" (Dílna), který navrhl v roce 1666 a byl pak realizován v lokalitě Tabor (v dnešní vídeňské čtvrti Leopoldstadt). Měl to být vzorový podnik slučující různá výrobní a výuková zařízení, která navzájem spolupracovala; cílem bylo podpořit domácí produkci a zaměstnanost. Součástí Werkhausu byla např. manufaktura na zpracování vlny a hedvábí, dílna na výrobu majolikového nádobí nebo dílna na výrobu domácích spotřebičů, ale také velká chemická laboratoř a lékárna. Projekt byl ale po pouhých pěti letech zastaven, mj. ho vnímaly jako ohrožení svého postavení řemeslnické cechy. Werkhaus v roce 1683 při obležení Vídně za Velké turecké války vyhořel a už nebyl obnoven.
V roce 1668 se Becher zasloužil o výstavbu manufaktury na zpracování vlny v Linci (ta v tomto oboru úspěšně působila ještě v první polovině 19. století, kdy bylo kvůli konkurenci českých textilek zpracování vlny nahrazeno zpracováním tabáku).

## Některé publikované práce
- Character, pro notitia Linguarum Universali. Inventum steganographicum hactenus inauditum quo quilibet suam legendo vernaculam diversas imò omnes linguas, unius etiam diei informatione, explicare ac intelligere potest. Ammonius, Frankfurt 1661
- Institutiones chymicae seu Manuductio ad philosophiam hermeticam. Mohuč 1662
- Parnassus Medicinalis illustratus. Oder: Ein neues / und dergestalt / vormahln noch nie gesehenes Thier-Kräuter- und Berg-Buch Sampt der Salernischen Schul. Alles in Hoch-Teutscher Sprach / sowol in Ligata als Prosa, lustig und außführlich in Vier Theilen beschrieben und mit Zwölffhundert Figuren gezieret. Görlins, Ulm 1663
- Politischer Discurs: Von den eigentlichen Ursachen deß Auf- und Ablebens der Städt, Länder und Republicken. 1668
- Actorum Laboratorii Chymici Monacensis, seu Physicae subterraneae. 2 díly, Frankfurt 1669
- Epistolae chymicae. Amsterdam 1673
- Oedipus chymicus, oder Chymischer Rätseldeuter, worinnen Derer verdunckelten Chymischen Wortsätze Urhebungen und Geheimnissen offenbahret und aufgelöset werden. Allen der Artzney und Chymiae-Kunst Beflissenen gar nützlich und nothwendig zu lesen. Auf Begehren, und mit sonderbarem Fleiß aus dem Lateinischen ins Teutsch übersetzet. Frankfurt 1680.
- Chymischer Glückshafen oder Große Chymische Konkordanz. Frankfurt 1682.
- Närrische Weißheit Und Weise Narrheit: Oder Ein Hundert so Politische alß Physicalische Mechanische und Mercantilische Concepten und Propositionen. Frankfurt, 1682.